# Epedanidus globibunus
Epedanidus globibunus – gatunek kosarza z podrzędu Laniatores i rodziny Epedanidae. Jedyny znany przedstawiciel monotypowego rodzaju Epedanidus

## Występowanie
Gatunek jest endemiczny dla Malezji. Występuje w stanie Perak.